# Suhpalacsa umbrosus
Suhpalacsa umbrosus is een insect uit de familie van de vlinderhaften (Ascalaphidae), die tot de orde netvleugeligen (Neuroptera) behoort. 
Suhpalacsa umbrosus is voor het eerst wetenschappelijk beschreven door Esben-Petersen in 1913.